# Second Season
Albums de Point Blank
Point Blank
(1976) Airplay
(1979)
Second Season est le deuxième album studio du groupe de rock sudiste texan, Point Blank.
Il est sorti en novembre 1977 sur le label Arista Records et a été produit par Bill Ham, producteur de ZZ Top.
Il comprend une reprise de Bob Seger, Beautiful Loser et a été réédité en disque compact par le label Wounded Bird Records.

## Liste des titres
- Les titres sont principalement signés par le groupe, sauf indications.

1. Part Time Lover - 3:52
2. Back In The Alley - 4:12
3. Rock And Roll Hideaway - 3:14
4. Stars And Scars (Rusty Burns / Kim Davis / Philip Petty) - 8:16
5. Beautiful Loser (Bob Seger) - 4:00
6. Uncle Ned - 3:48
7. Tatooed Lady (Burns / Davis / Petty) - 4:11
8. Nasty Notions - 3:18
9. Waiting For A Change (Burns) - 4:44

## Musiciens
- Rusty Burns : guitares, chœurs.
- Kim Davis : guitares, chœurs.
- Peter Gruen : batterie, percussions.
- John O'Daniel : chant.
- Philip Petty : basse.